# Maison Jacomet
Pour les articles homonymes, voir Jacomet et Jourda.
La maison Jacomet, ou maison Jourda, est une maison du XVe siècle à pan de bois située à Prades (Pyrénées-Orientales). La maison est inscrite au titre des monuments historiques en 2001.